# Every Single Night
"Every Single Night" é uma canção da cantora e compositora americana Fiona Apple, sendo lançada como primeiro single de seu quarto álbum de estúdio, The Idler Wheel... (2012).
"Every Single Night" marcou o retorno de Fiona Apple em seis anos, desde "Get Him Back" (2006). Fiona começou a escrever a música em segredo, sem o conhecimento de sua gravadora.

## Faixas
- Download digital

1. "Every Single Night" - 3:33

- 7" single

1. "Every Single Night" - 3:33
2. "Anything We Want" (versão livre) - 4:40

## Desempenho nas paradas
| Top (2012)            | Melhor posição |
| --------------------- | -------------- |
| Japão (Japan Hot 100) | 72             |